# Johannes Heinrich Hemmer
Johannes Heinrich Hemmer (1886-1942) est un haut fonctionnaire allemand. Il fut secrétaire d'État à la chancellerie du Reich de 1921 à 1922.

## Biographie
Johannes Heinrich Hemmer naît le 14 avril 1886 à Metz, dans le quartier de "Devant-les-Ponts". Après le lycée, Hemmer poursuit ses études à l'Université de Strasbourg. En 1909, il obtient un doctorat d'État, après avoir soutenu une thèse sur le poète allemand Ludwig Tieck. L'année suivante, en 1910, Hemmer se tourne vers l'enseignement en Alsace-Lorraine
De 1914 à 1916, Hemmer participe à la Première Guerre mondiale. Hemmer rejoint ensuite le ministère des Affaires étrangères, où il est affecté au département politique. En tant que membre du Deutsche Zentrumspartei, le Parti du Centre, il devient l'assistant parlementaire de Matthias Erzberger, alors député au Reichstag. En 1918, Hemmer rejoint la Commission d'armistice en tant que conseiller général.
En 1919, Hemmer devient conseiller auprès de Matthias Erzberger, devenu alors ministre du Reich. Il est chargé de mission auprès du ministère des Finances du Reich. En 1920, Hemmer est promu conseiller ministériel pour le ministère des Finances.
Le 3 août 1921, Hemmer est nommé secrétaire d'État à la Chancellerie du Reich dans le cabinet Wirth. Il succède à ce poste à Heinrich Albert. Il est alors responsable de la gestion de la Chancellerie du Reich, jusqu'à la démission du gouvernement Wirth, en novembre 1922. En tant que secrétaire d'État, Hemmer fut un proche conseiller et le confident personnel de Joseph Wirth.
Après la formation du gouvernement Cuno, Hemmer quitte ses fonctions, le 14 novembre 1922. Avec l'arrivée des Nazis au pouvoir, en 1933, il prend ses distances avec la vie politique.
Johannes Heinrich Hemmer décéda le 29 mai 1942 à Berlin .

## Sources
Heinrich Hemmer, Akten der Reichskanzlei, Weimarer Republik.